# Toyger

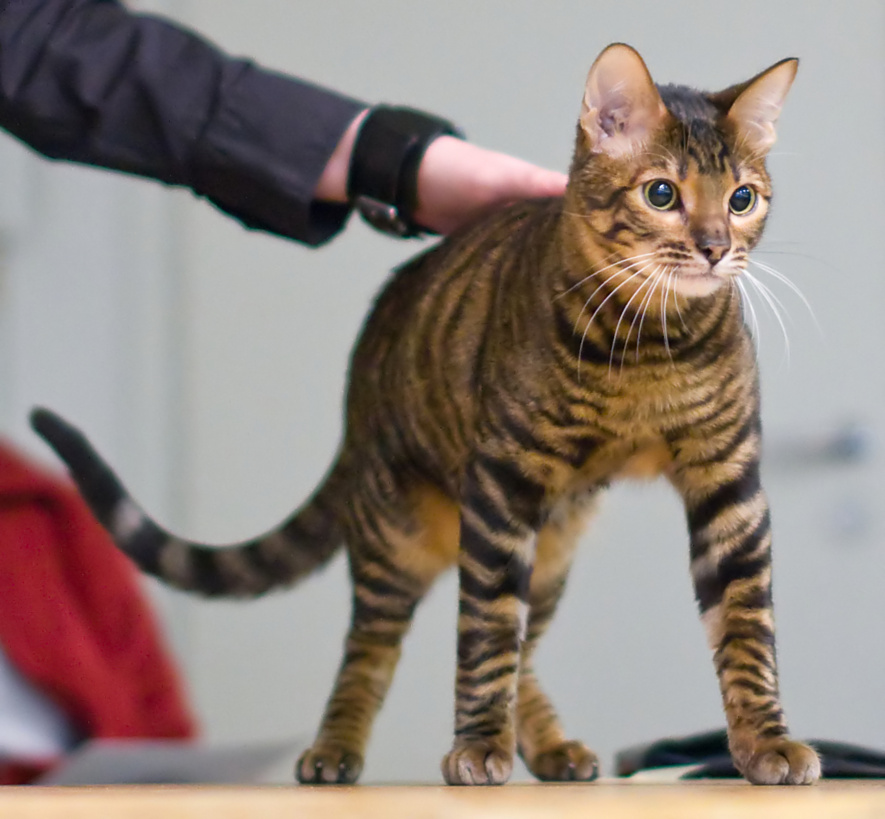
plemeno kočky Toyger

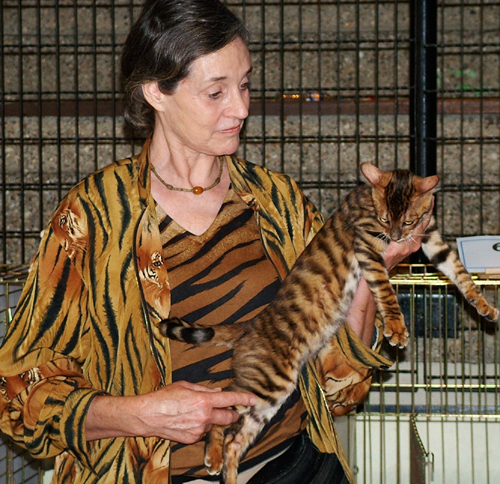
Judy Sugdenová na francouzské výstavě TICA

Toyger je plemeno domácích koček, které je výsledkem šlechtění krátkosrstých a mourovatých domácích koček do podoby "plyšového tygra" Pruhy na jejím kožichu totiž připomínají vzory již zmiňované kočkovité šelmy tygra.
Tvůrcem plemene je Judy Sugdenová. Její vyjádření znělo, že chtěla inspirovat lidi k ochraně tygrů ve volné přírodě. Mezinárodní federace chovatelů koček jej uznala „pouze jako zaregistrované“ plemeno na počátku roku 2000 a po splnění všech požadavků v roce 2012 i jako plnohodnotné mistrovské plemeno.
V roce 2012 bylo zaznamenáno asi 20 chovatelů ve Spojených státech a dalších přibližně 15 ve zbytku světa.
V průběhu roku 2020 bylo v databázi Pawpeds registrováno 469 toygerů.

## Historie
Vývoj plemene započal v 80. letech 20. století v USA, když si chovatelka Judy Sugdenová všimla výrazných znaků u jedné ze svých koček – ta měla drobné skvrny vyskytující se na spáncích obličeje, což je oblast normálně bez zřetelného vzoru. Tento objev prokázal, že kruhový vzor srsti na obličeji by mohl být dosažitelný i u domácích koček. Asi čtyřicet domácích koček z různých zemí bylo během několika let vybráno jako základ, včetně bengálských, krátkosrstých a bezrodokmenových koček s vhodnými pruhy nebo s ušními znaky. Každá poskytovala specifickou, požadovanou vlastnost.
Judy Sugdenová byla dcerou Jean Millové (rodným jménem Jean Sugdenová), která vyšlechtila bengálské kočky.

## Plemenné standardy
Následující informace jsou vyvozeny ze standardu plemene TICA z roku 2008 pro Toygery:
- Tvar hlavy: Oválný. Má středně velkou dominantní, hlubokou, zkosenou tlamu.
- Uši: Malé a kulaté, široce nasazené k zadní části hlavy.
- Oči: Střední, kulaté se zakrytím horní části. Jsou posazeny široce od sebe, mírně vychýlené směrem ke kořeni ucha. Barva očí je velmi sytá.
- Tlama: Dlouhá, široká a hluboká se zaoblenými svalovými konturami. Celý obličej z pohledu zepředu vypadá jako obrácený tvar srdce.
- Čumák: svalnatý, dlouhý a široký, lehce se rozšiřuje na konci.
- Trup: Dlouhý a svalnatý se zaoblenými obrysy.